# 모세혈관
모세혈관(毛細血管, 영어: capillary)은 소동맥과 소정맥을 연결하는 그물 모양의 매우 가는 혈관으로 탄성 섬유나 근육이 없는 한 층의 내피세포로 이루어진 혈관이다.

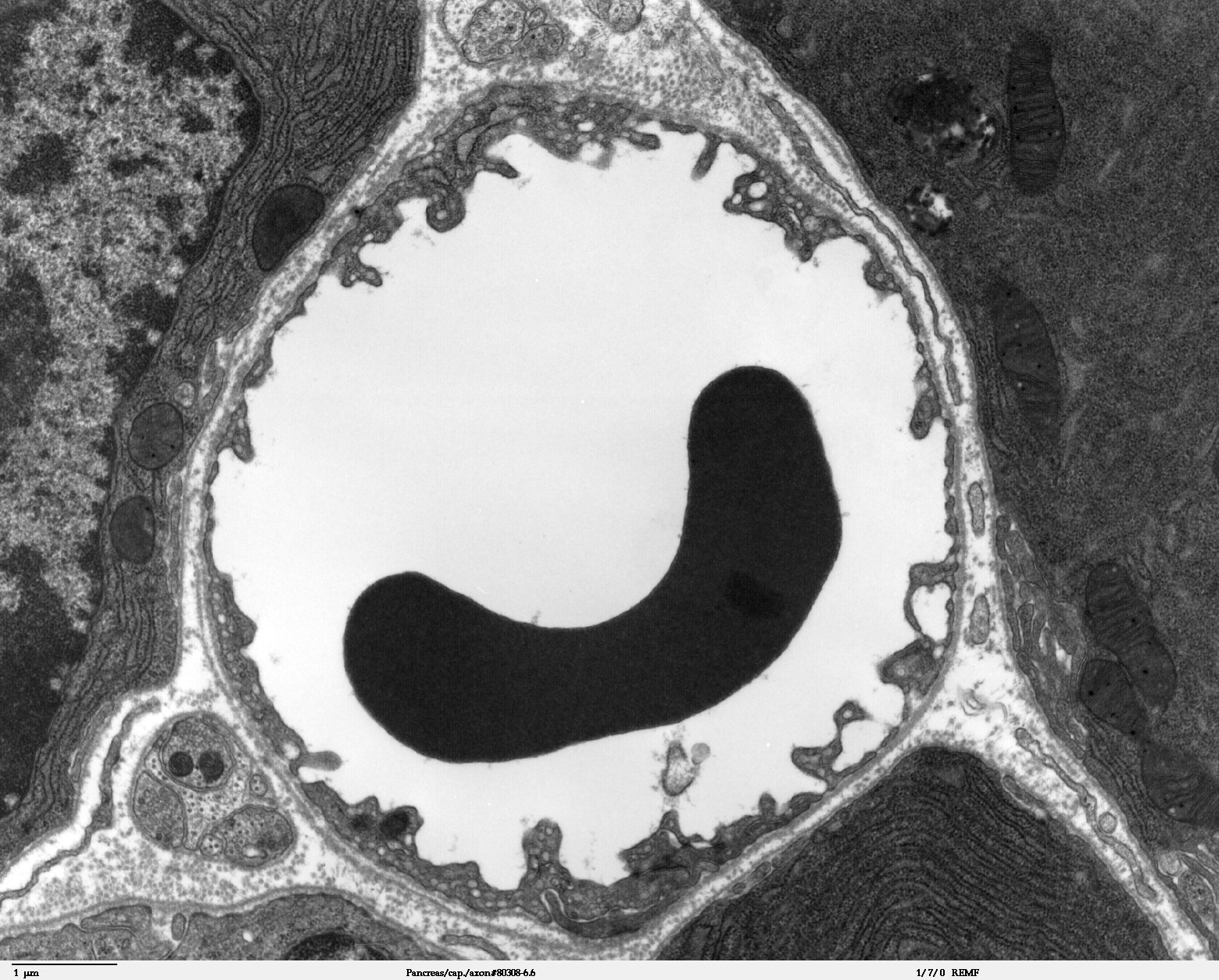
모세혈관 속의 적혈구

굵기는 약 10μm 정도로, 적혈구가 겨우 지나갈 수 있는 크기이다. 혈액은 심장에서 동맥을 흘러 모세혈관을 지난 다음에는 정맥으로 이행하는데, 혈류를 따라 측정한 모세혈관의 길이는 평균 0.5mm 정도로, 혈액은 보통 이곳을 0.5 ~ 1초에 통과한다. 그 사이에 조직과의 사이에 물질교환이 일어난다. 인간의 모세혈관 전체를 하나로 이으면 지구를 몇 바퀴 돌 수 있는 길이라고 한다.
모세혈관에 근육은 없으나 주(周)세포라는 수축력을 지닌 특수한 세포가 달라붙어 있어 이것이 모세혈관을 보호하는 것이라고 추정된다. 동맥 끝부분은 보통 모세혈관으로 이어지는데, 직접 동맥으로 흘러들어 가는 경로도 있다. 이것을 동정맥 문합(吻合)이라 하며, 신체의 매우 넓은 부분에 존재한다. 이 문합 가운데는 관벽에 민무늬근이 발달해 있어 혈액의 유량을 조절하는 것도 있다.

## 종류
모세혈관은 내피의 형태에 따라 세 종류로 나눌 수 있다.

### 연속 모세혈관
연속 모세혈관(continuous capillary)은 가장 많이 있으며 흔히 볼 수 있는 것으로, 구멍은 없다.

### 창문 모세혈관
창문 모세혈관(fenestrated capillary, 창 모세혈관, 유창 모세혈관)은 작은 구멍이 나 있는데, 여기에는 엷은 막이 있다. 근육·장관(腸管)·내분비선·신소체 등에서 볼 수 있다.

### 동굴 모세혈관
동굴 모세혈관(sinusoidal capillary, 굴 모세혈관, 동양 모세혈관, 동양 혈관)은 커다란 구멍이 많이 나 있어 혈구도 자유로이 드나들 수 있다. 간·비장·림프절에서 볼 수 있다.

## 구조
모세혈관의 지름은 30~40µm이며 가는 것은 8µm 정도로, 적혈구 1개가 겨우 통과할 정도이다. 모세혈관은 조직의 내부에 그물처럼 얽혀있다.
|  |

## 기능
혈관과 조직 사이에서 기체, 대사물을 포함한 액체와 노폐물 등을 교환하는 역할을 한다.
동맥의 혈액은 대부분 모세혈관을 거쳐 정맥으로 흘러들어가며, 이 과정에서 산소와 영양분을 풍부히 포함한 동맥혈은 이산화탄소와 노폐물을 가지고 있는 정맥혈로 바뀌게 된다.